# 瑞光塔
31°17′30″N 120°36′50″E / 31.29167°N 120.61389°E
瑞光塔，又称瑞光寺塔或瑞光院塔，是位于苏州盘门内的一座宋代古塔。

## 历史
始建于东吴赤乌十年（247年），孙权为报母恩所造，共13层。五代后晋天福二年（937年）重修。北宋宋徽宗宣和年间（1119年—1125年）重建时改为7层8面，即保留到现在的规制。塔高约43米，为砖木混合结构，砖砌塔身建于北宋大中祥符二年（1009年）。1978年4月，在第三天宫内发现了一批五代和北宋初期的珍贵文物，其中以“真珠舍利宝幢”最为精美。1988年列为全国重点文物保护单位。
- 旧貌（1900年）
- 远眺
- 近观
- 顶层